# Stein (Limburgo)
Stein es un municipio y una localidad de la Provincia de Limburgo de los Países Bajos.

## Galeria

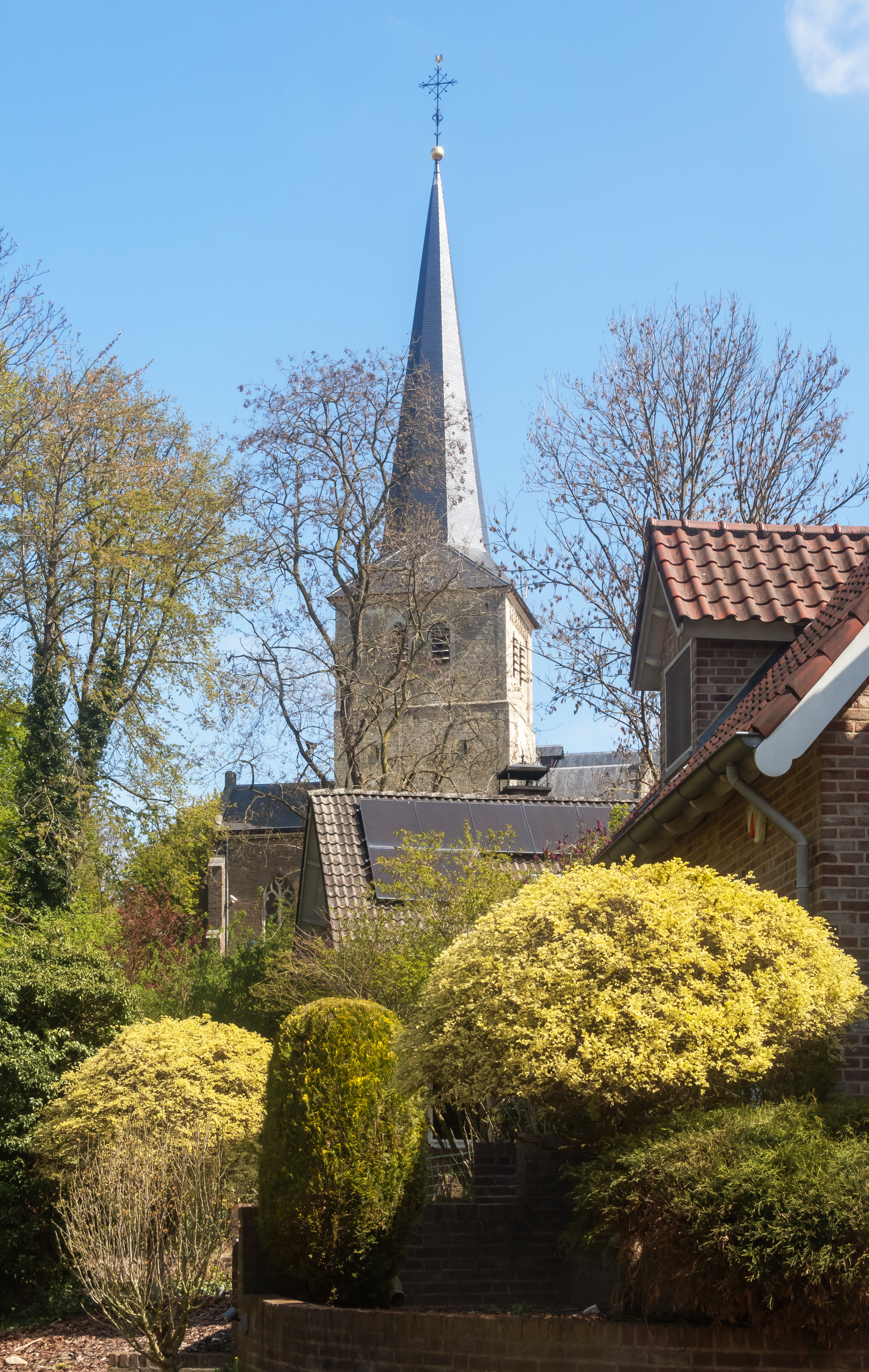
Stein, torre de la iglesia (de Sint-Martinuskerk)
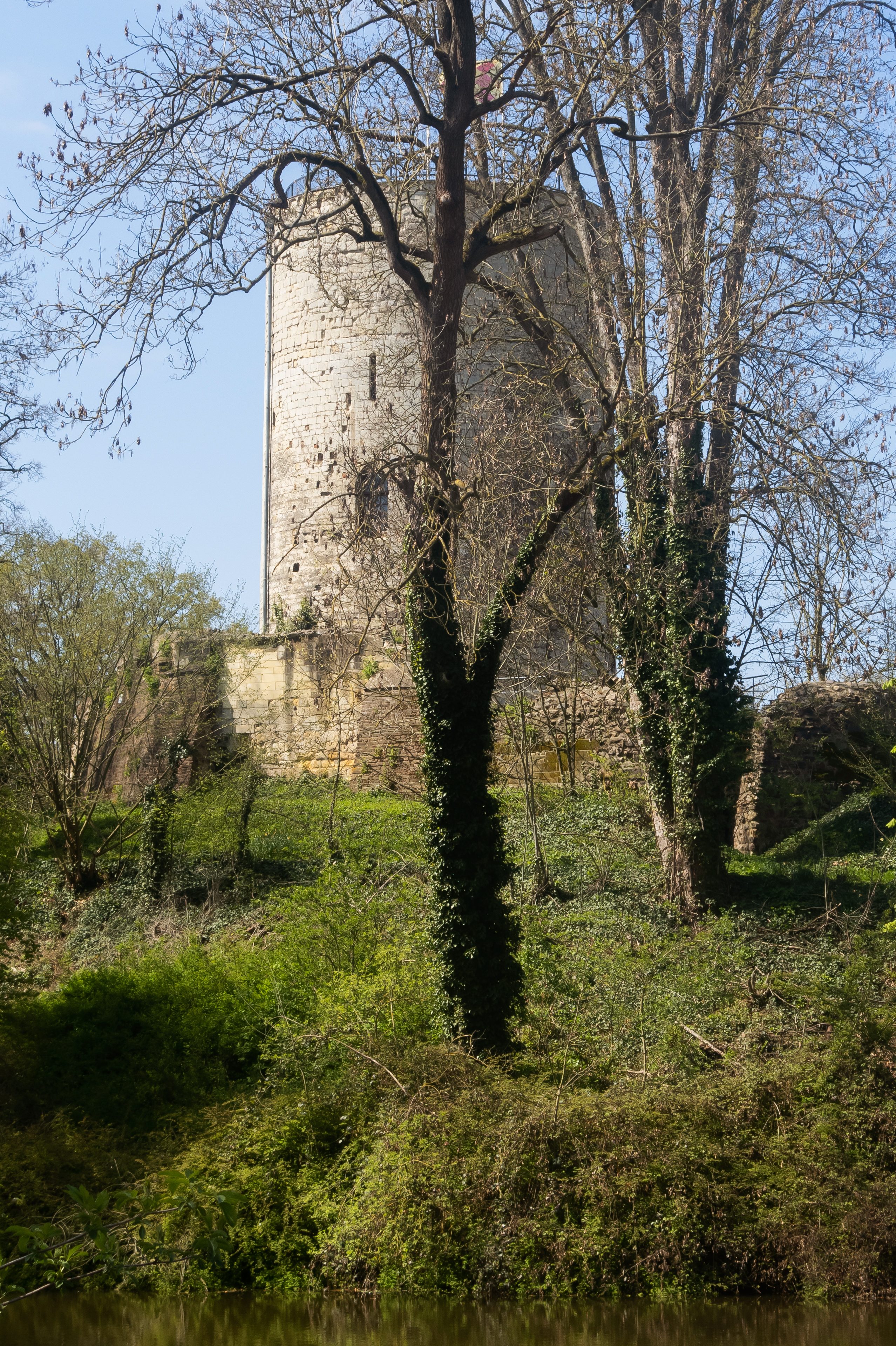
Stein, torre de Ruïne Stein
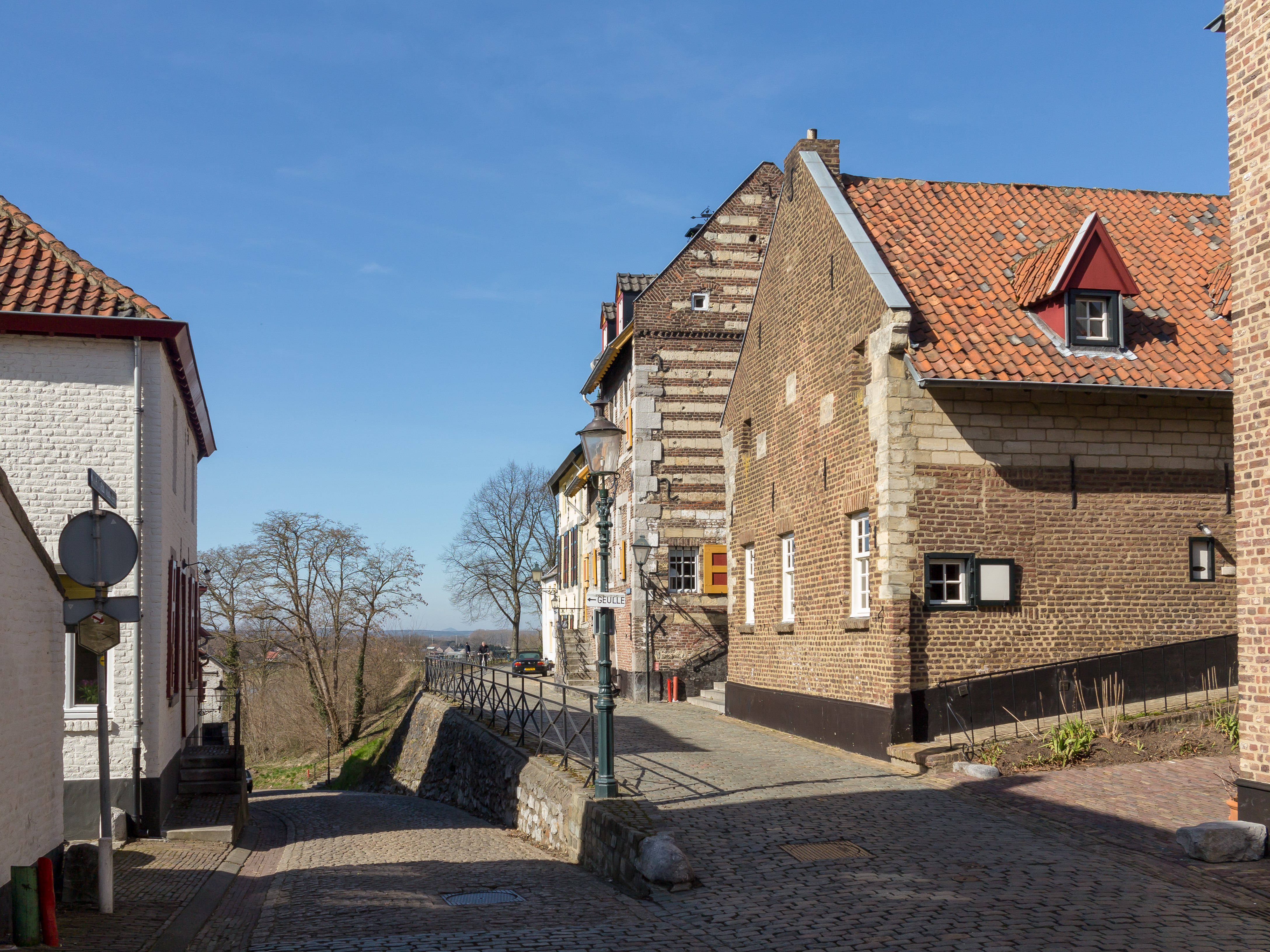
Elsloo, vista en la calle: de Maasberg-Op de Berg
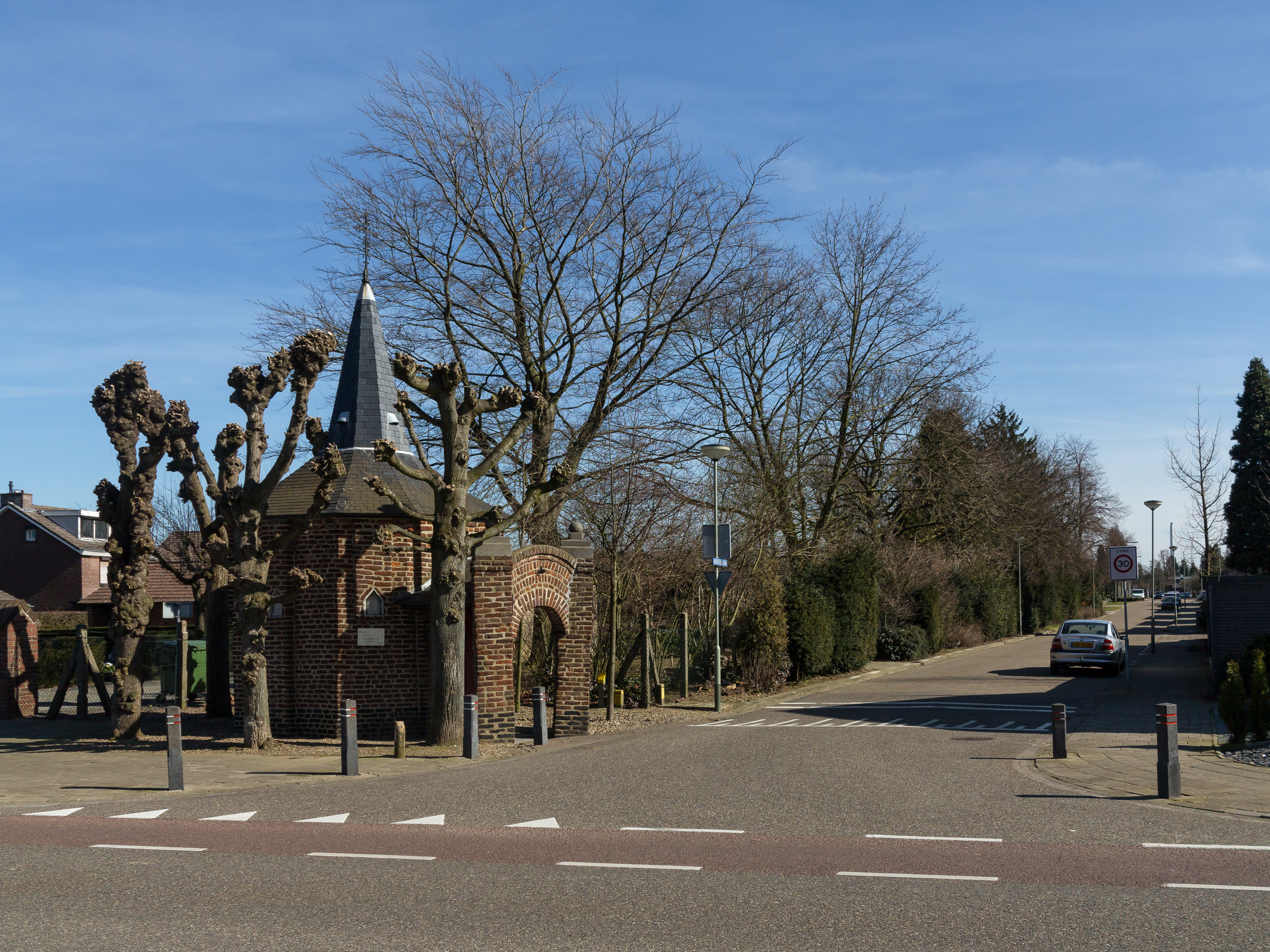
Urmond, capilla: de Bokkenrijderskapel